# Habla apresurada
El habla apresurada (también conocida como "presión del habla") es un tipo de habla rápida y frenética (es decir, principalmente sin pausas), que incluye algunas irregularidades en el volumen y el ritmo o ciertos grados de circunstancialidad; es difícil de interpretar y expresa una sensación/afecto de urgencia. Es principalmente un síntoma neuropsicológico de trastornos mentales específicos, como los trastornos bipolares, los trastornos del pensamiento y los trastornos relacionados con el estrés, entre otros.

## Descripción
El habla apresurada es un discurso incesante, rápido, a menudo fuerte y sin pausas. Quienes presentan habla apresurada no responden a señales verbales y no verbales que indican que otros desean hablar, pasando de un oyente a otro o hablando incluso cuando no quedan oyentes.

## Causas

### Síntomas de trastornos mentales
El habla apresurada ocurre principalmente en los trastornos bipolares, durante los episodios hipomaníacos y maníacos.
También se presenta debido a un estrés agudo o crónico en el trastorno de estrés postraumático (TEPT). Los síntomas de los trastornos del pensamiento, como la fuga de ideas, pueden inducir habla apresurada, con ciertos grados de circunstancialidad o tangencialidad. También es un síntoma directo o indirecto de trastornos de ansiedad, trastorno por déficit de atención con hiperactividad (TDAH), trastorno del espectro autista, y esquizofrenia.

### Estimulantes
Los estimulantes como la cocaína o las anfetaminas pueden causar un discurso similar al habla apresurada en individuos con psicopatología preexistente y producir síntomas hipomaníacos o maníacos en general, debido tanto a las propiedades de la sustancia como a la naturaleza subyacente de la psique del individuo. En muchos trastornos psicóticos, el uso de ciertas drogas amplifica ciertas expresiones de síntomas, y el habla apresurada inducida por estimulantes es uno de ellos.

## Efectos
El habla apresurada puede llevar al tartamudeo, por ejemplo, cuando las personas desean expresarse más rápido de lo que su capacidad les permite articular sus pensamientos.

## Trastornos relacionados
- La taquifemia es un trastorno del habla relacionado con el habla apresurada en el sentido de que el discurso de una persona con taquifemia suena mal verbalizado. Sin embargo, la taquifemia es un trastorno del lenguaje distinto. Aunque la taquifemia suena casi idéntica al habla apresurada, se diferencia en que el habla apresurada está arraigada en la ansiedad, mientras que la taquifemia no lo está.
- El habla apresurada es un caso de taquilalia, o habla rápida. También está relacionada de diversas formas con la agitolalia, la agitofasia y la verbomanía.
- El habla circunstancial o circunstancialidad es un trastorno de la comunicación en el que el enfoque de una conversación se desvía.[12] En la circunstancialidad, los detalles innecesarios y los comentarios irrelevantes causan un retraso en llegar al punto.[13]